# Accord d'Arusha (Burundi)
Pour les articles homonymes, voir Accord d'Arusha.
 Voir le traité sur Wikisource
L'accord d'Arusha, du nom de la ville d'Arusha en Tanzanie, est un accord de paix pour le Burundi signé le 28 août 2000 sous l'égide de Nelson Mandela pour tenter de mettre fin à la Guerre civile burundaise débutée en 1993.
L'Afrique du Sud envoie 700 militaires pour veiller à la mise en place de l'accord et assurer la sécurité des membres de l'opposition de retour d'exil. Le 10 janvier 2001 une assemblée nationale de transition est élue et son Président est Jean Minani, président du FroDéBu. L'accord d'Arusha entre en vigueur le 1er novembre 2001 : il prévoit, en attendant des élections législatives et municipales pour 2003 et présidentielle en 2004, une période de transition de trois ans avec, pour les dix-huit premiers mois, le major Pierre Buyoya à la présidence et Domitien Ndayizeye du FroDéBu au poste de vice-président avant que les rôles ne soient échangés. Les différents portefeuilles du gouvernement sont partagés entre l'Union pour le progrès national (UPRONA) et le FroDéBu. Le 4 février 2002, le Sénat de transition élit à sa présidence Libère Bararunyeretse, de l'UPRONA.
En mai 2018, l'accord d'Arusha est abrogé par la réforme constitutionnelle qui fait suite à la crise burundaise débutée en 2015.